# Ethaline Cortelyou
Ethaline Hartge Cortelyou (New Kingstown, 26 de Novembro de 1909 - Colorado Springs, 19 de Julho de 1997) foi uma escritora técnica química e científica e editora americana. Trabalhou no Projecto Manhattan, no Laboratório Metalúrgico da Universidade de Chicago ("Met Lab"), tendo sido uma das setenta cientistas que assinou a Petição Szilárd avisando o governo dos Estados Unidos contra o lançamento de uma bomba atómica sobre o Japão. Foi também uma forte defensora das mulheres cientistas, criticando fortemente o tratamento desigual das mulheres pelos empregadores e argumentando que a subutilização das mulheres estava impedindo o avanço científico dos Estados Unidos.

## Início de vida e educação
Ethaline nasceu Ethaline Hartge, em 1909. Estudou química no Alfred College, em Nova Iorque, formando-se bacharel na licenciatura científica de química em 1932.

## Carreira
Ethaline trabalhou como professora e química, assim como escritora técnica e editora em várias agências do governo, instituições académicas e empresas industriais, sendo sobretudo conhecida pela sua função como química júnior e editora técnica no Laboratório Metalúrgico da Universidade de Chicago ("Met Lab"), durante o Projeto Manhattan. Nesse papel ajudou a preparar uma tabela de isótopos confidencial, mas opôs-se ao lançamento de uma bomba atómica no Japão, sendo uma das dez mulheres, num total de setenta cientistas, a assinar a Petição Szilárd em 1945 alertando o governo dos Estados Unidos contra isso.
Trabalhou depois na Armour Research Foundation (hoje denominada IIT Instituto de Pesquisa), durante sete anos, como editora técnica, e dois anos como analista literária servindo como editora técnica da Divisão do Atlântico da Aerojet, em Frederick, Maryland. Também trabalhou no Argonne National Laboratory, no Instituto Nacional de Artrite e Doenças Metabólicas, e na National Aeronautics and Space Administration (NASA), onde foi "especialista em informação ciêntífica."
Em Setembro de 1948 ajudou a organizar um programa da Cooperativa Nacional de Pesquisa de Graduação com o fim de conseguir um maior envolvimento dos estudantes de graduação na pesquisa em química, tendo sido  nomeada secretária do programa de, e editora do catálogo de projectos.
Foi um dos primeiros membros da Divisão de Química de Literatura (DCL)da  American Chemical Society (ACS), e uma das suas autoras mais activas durante o período de 1943 a 1964. Actuou como editora da publicação da DCL Chemical Literature (hoje o Chemical Information Bulletin) em 1958, e a partir de 1965 até à Primavera de 1969. Em Maio de 1959 tinha escrito 40 publicações sobre química e escrita técnica, incluindo capítulos de livros e artigos sobre desenho de tabelas de dados e gráficos.
Ethaline organizou e serviu como primeiro presidente do Capítulo de Chicago da Associação de Editores Técnicos (TWE), que mais tarde se fundiu com outras organizações para formar o que é hoje a Sociedade para a Comunicação Técnica. Envolveu-se também na liderança da TWE a nível nacional, servindo no Comité Executivo, e dirigindo o comité de estatutos e regulamento interno. Através das suas funções de liderança, Ethaline ajudou a assegurar que TWE fosse inclusiva para as mulheres.

## Advocacia das mulheres cientistas
No início da sua carreira Ethaline aconselhou as mulheres a assumirem postos de trabalho em escrita e edição técnico-científica como ela própria havia feito, avisando que haveria menos oposição dos homens nessas funções que a que elas encontrariam em posições mais ligadas ao laboratório. Assinalou também os benefícios das posições de edição técnica para as mulheres, incluindo a de que poderiam ser uma boa ponte de emprego entre a formatura na faculdade e o início da vida familiar, sendo mais flexíveis em termos de reentrada, após o tempo de afastamento necessário para cuidar de crianças.
Em 1958, no entanto, Ethaline viria a considerar a canalização de mulheres para esses cargos como um "desperdício de talento" prejudicial para o avanço da ciência. Tornou-se uma forte defensora da mudança de cultura científica, para melhor acomodar e apoiar as mulheres, ao invés de fazer com que as mulheres assumissem posições que tornariam mais fácil para elas serem mães e esposas. Em Junho de 1958 escreveu um artigo para o Chemical Bulletin, "Utilizing Chemical Womanpower to Combat the Alleged Shortage of Chemists", no qual afirmou que as mulheres não devem ser limitadas a tais posições, criticando os empregadores que evitavam a contratação de mulheres ou as tratavam de forma desigual em relação aos seus homólogos masculinos.
Ethaline serviu como agente das mulheres cientistas da fraternidade Sigma Delta Epsilon, que a escolheram para proferir um discurso ela para dar um discurso no seu almoço anual "All Women in Science" em Dezembro de 1958. este almoço fazia parte de uma "Conferência sobre a Participação das Mulheres na Ciência", realizada por vários grupos, incluindo a Sigma Delta Epsilon, em conjunto com a reunião anual da Associação Americana para o Avanço da Ciência (AAAS). Na sua palestra sobre "O Estado das Mulheres Cientistas Americanas", dada no início dos sucessos da União Soviética com o Sputnik, Ethaline argumentou que parte dos sucessos científicos da União Soviética poderia estar ligada à sua inclusão de mulheres cientistas. Insistiu com os empregadores para melhor assegurarem as suas trabalhadoras providenciando, entre outras coisas, a oferta de licença de maternidade e educação a tempo parcial, e oportunidades de emprego para auxiliá-las a reentrar no trabalho após o tempo necessário para cuidar das crianças, pedindo também às cientistas do sexo feminino para se apoiarem umas às outras.
Ethaline serviu como membro fundador e tesoureira do Conselho Nacional sobre a Participação das Mulheres na Ciência, formado em Março de 1959, como um desdobramento da conferência. O Conselho foi de curta duração pois, apesar de obtenção de fundos iniciais da Associação Americana para o Avanço da Ciência (AAAS), as suas propostas de financiamento solicitando fundos à Fundação Nacional da Ciência (NSF) e do Instituto Nacional de Saúde (NIH) para a criação de um centro para ajudar a acabar com práticas discriminatórias no emprego e na educação de mulheres cientistas foram rejeitadas com base na "fundamentação técnica." O grupo refez-se como Conselho Americano de Mulheres em Ciência e Ethaline manteve-se um membro activo, mas este novo grupo foi igualmente de curta duração.

## Vida pessoal
Ethaline casou com Warren P. Cortelyou a 18 de Abril de 1930. O seu marido foi director do Departamento de Química da Universidade Roosevelt. Tiveram, uma filha chamada Marie. Ethaline morreu em 1997.